# Ołena Demydenko
Ołena Demydenko (ukr. Олена Демиденко, ur. 17 czerwca 1985, zm. prawdopodobnie 17 lub 18 czerwca 2013) – ukraińska biatlonistka i trenerka biatlonowa, dwukrotna reprezentantka Ukrainy podczas mistrzostw Europy seniorów, na których w 2002 r. zajęła szóste miejsce w biegu sztafetowym.
Po zakończeniu kariery zawodniczej pracowała jako trenerka.

## Okoliczności śmierci
Ciało Demydenko zostało znalezione dzień po jej 28. urodzinach, 18 czerwca 2013, w pobliżu schodów prowadzących do jej domu w rejonie sumskim przy pograniczu ukraińsko-rosyjskim. Głównym podejrzanym w sprawie jest 28-letni partner Demydenko, z który mieszkała, a który po zdarzeniu zniknął. Policja podejrzewa, iż prawdopodobnie ukrywa się on na terenie Federacji Rosyjskiej. Na ciele biatlonistki znaleziono 16 ran zadanych nożem.